# 多馬哈河 (南布格河支流)
多馬哈河（烏克蘭語：Домаха），是烏克蘭的河流，位於該國西部，屬於南布格河的左支流，發源自阿達姆皮利，流經赫梅利尼茨基州和文尼察州，河道全長20公里，流域面積112平方公里。